# 이스턴코르디예라작은발땃쥐
이스턴코르디예라작은발땃쥐(Cryptotis brachyonyx)는 땃쥐과에 속하는 포유류의 일종이다. 콜롬비아의 고유종으로 해발 1300에서 2715m 사이의 중앙 코르디예라 오리엔탈 산맥의 서쪽 경사면에서 발견된다. 콜롬비아작은귀땃쥐와 비슷하다. 이 종은 2곳에서 단지 4개의 개체만이 채집되었고, 가장 최근의 기록은 1925년에 채집된 것이다.